# RS-232

Использование RS-232 для подключения компьютера к модему при связи по телефонной линии

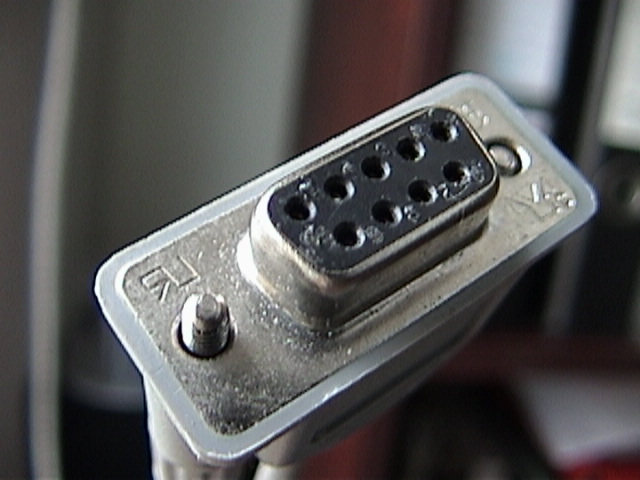
Разъём DE-9, часто используемый для RS-232

RS-232 (англ. Recommended Standard 232, другое название EIA232) — стандарт физического уровня для асинхронного интерфейса (UART). Устройство, поддерживающее этот стандарт, широко известно как последовательный порт персональных компьютеров. Исторически стандарт имел широкое распространение в телекоммуникационном оборудовании. В настоящее время используется для подключения к компьютерам широкого спектра оборудования, нетребовательного к скорости обмена, особенно при значительном удалении его от компьютера и отклонении условий применения от стандартных. В компьютерах, занятых офисными и развлекательными приложениями, практически вытеснен интерфейсом USB.
RS-232 обеспечивает передачу данных и некоторых специальных сигналов между терминалом (англ. Data Terminal Equipment, DTE) и коммуникационным устройством (англ. Data Communications Equipment, DCE) на расстояние до 15 метров на максимальной скорости (115200 бод). Так как этот интерфейс известен не только простотой программирования, но и неприхотливостью, в реальных условиях это расстояние увеличивается во много раз с примерно пропорциональным снижением скорости.
Протокол интерфейса предполагает два режима передачи данных — синхронный и асинхронный, а также два метода управления обменом данных — аппаратный и программный. Каждый режим может работать с любым методом управления. В протоколе также предполагается вариант управления передачей данных по специальным сигналам, устанавливаемым хостом (DSR — сигнал состояния готовности, DTR — сигнал готовности передачи данных).
Для передачи данных по интерфейсу RS-232 используется код NRZ, который не является самосинхронизирующимся, поэтому для синхронизации используются стартовый и стоповый биты, позволяющие выделить битовую последовательность и синхронизировать приёмник с передатчиком.

## Назначение
Изначально создавался для подключения телефонных модемов к компьютерам. В связи с такой специализацией имеет рудименты, например, в виде отдельной линии RING («звонок»). Постепенно телефонные модемы перешли на другие интерфейсы (USB), но разъём для RS-232 имелся на всех персональных компьютерах, и многие изготовители оборудования использовали его для подключения своего оборудования (например, компьютерной мыши).
В настоящее время чаще всего используется в промышленном и узкоспециальном оборудовании, встраиваемых устройствах. На портативных компьютерах (ноутбуках, нетбуках, КПК и т. п.) широкого применения RS-232 не нашёл, однако материнские платы стационарных персональных компьютеров до недавнего времени ещё содержали RS-232 — либо в виде разъёма на задней панели, либо в виде колодки для подключения шлейфа на плате. Также возможно использование переходников-преобразователей. Кроме того, RS-232 имеется на некоторых телевизорах и ресиверах, в частности, спутниковых, где предназначен в том числе для обновления встроенного ПО через компьютер.

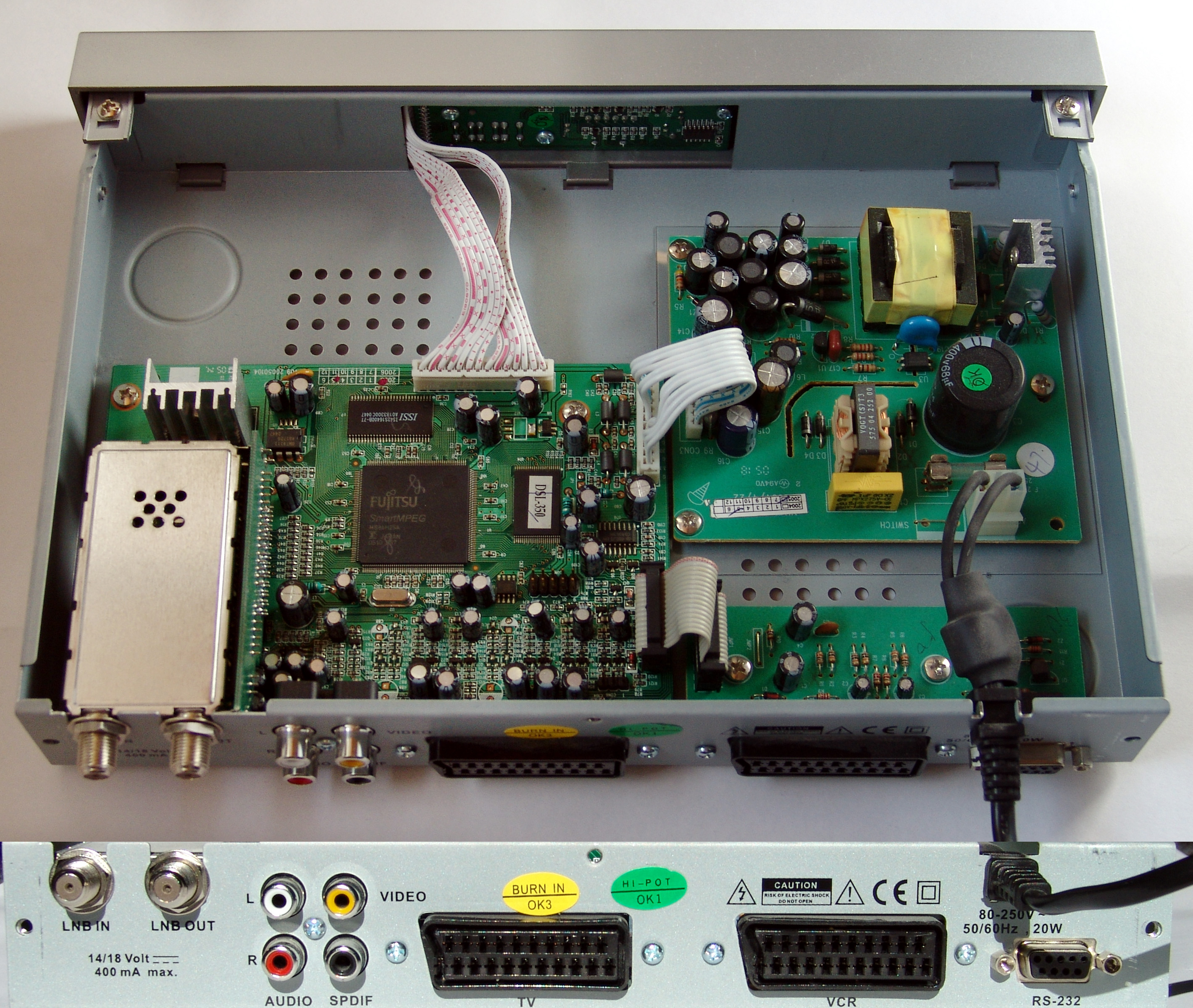
Спутниковый ресивер с разъёмом RS-232 (нижний правый угол)

Часто этот стандарт используется для взаимодействия микроконтроллеров различных архитектур, имеющих в своем составе интерфейс UART, с другими цифровыми устройствами и периферией.

## Принцип работы
RS-232 — проводной дуплексный интерфейс. Метод передачи данных аналогичен асинхронному последовательному интерфейсу UART.
Информация передаётся по проводам двоичным сигналом с двумя уровнями напряжения (код NRZ). Логическому «0» соответствует положительное напряжение (от +5 до +15 В для передатчика), а логической «1» — отрицательное (от −5 до −15 В для передатчика). Для электрического согласования линий RS-232 и стандартной цифровой логики UART выпускается большая номенклатура микросхем драйверов, например, MAX232.
Помимо линий входа и выхода данных, RS-232 регламентировал ряд необязательных вспомогательных линий для аппаратного управления потоком и специальных функций.

## Цепи передачи данных и контрольные сигналы

### Таблица сигналов
| Стандарт ITU-T V.24/V.28   | Стандарт ITU-T V.24/V.28                       | Стандарт TIA/EIA-232 | Стандарт TIA/EIA-232                           | Неофициальное общепринятое обозначение | Направление | Описание | Примечания |
| Цепь                       | Название сигнала                               | Цепь                 | Название сигнала                               | Неофициальное общепринятое обозначение | Направление | Описание | Примечания |
| -------------------------- | ---------------------------------------------- | -------------------- | ---------------------------------------------- | -------------------------------------- | ----------- | --- | --- |
| Часто применяемые сигналы  |                                                |                      |                                                |                                        |             | | |
| 102                        | Signal ground or common return                 | AB                   | Signal Common                                  | GND                                    | —           | Общий сигнальный провод | Точка отсчёта уровней всех сигнальных цепей и цепей данных. |
| 103                        | Transmitted data                               | BA                   | Transmitted Data                               | TxD TX                                 | DTE >>> DCE | Цепь последовательной передачи данных. Данные формируются в соответствии с соглашением UART. | По стандарту передача данных в линию производится при ASSERTED CD(DTR),CA(RTS), CC(DSR), и CB(CTS). Передача команд для DCE производится при ASSERTED CD(DTR) и CB(CTS) и DEASSERTED CA(RTS и CC(DSR) |
| 104                        | Received Data                                  | BB                   | Received Data                                  | RxD RX                                 | DTE <<< DCE | Цепь последовательного приёма данных. Данные формируются в соответствии с соглашением UART. | |
| 105                        | Request to send                                | CA                   | Request to send                                | RTS                                    | DTE >>> DCE | Запрос на передачу данных. DTE устанавливает CA(RTS) в ASSERTED при передаче по цепи BA (TxD) данных (в линию). При сброшенном (DEASSERTED) сигнале CA(RTS) передаются управляющие команды для DCE. | Сигнал CJ конкурирует с CA, по скольку используют тот же вывод на всех стандартных разъёмах. Использование того или иного сигнала определяется спецификой и реализацией DCE. Важный сигнал для полудуплексной связи. Так же используется при работе с интеллектуальными DCE, для отделения потока команд от потока данных. |
| 133                        | Ready for receiving                            | CJ                   | Ready for receiving                            | RTS                                    | DTE >>> DCE | Готовность к приёму данных. Устанавливается в состояние ASSERTED когда DTE готов принимать данные. Используется для аппаратного контроля потока.                                                    | Сигнал CJ конкурирует с CA, по скольку используют тот же вывод на всех стандартных разъёмах. Использование того или иного сигнала определяется спецификой и реализацией DCE. Используется в паре с CB(CTS) для двустороннего аппаратного контроля потока данных.                                                           |
| 106                        | Ready for sending                              | CB                   | Clear to send                                  | CTS                                    | DTE <<< DCE | Разрешение на передачу. ASSERTED говорит о готовности DCE к приёму DEASSERTED — DCE не готов. DTE должен приостановить передачу данных                                                              | Используется для аппаратного контроля потока данных. Для двустороннего контроля используется в паре с CJ(RTS). |
| 108/2                      | Data terminal ready                            | CD                   | DTE Ready                                      | DTR                                    | DTE >>> DCE | Сигнал готовности DTE. Информирует DCE о том, что DTE готов к работе. | |
| 107                        | Data set ready                                 | CC                   | DCE Ready                                      | DSR                                    | DTE <<< DCE | Сигнал готовности DСE. Информирует DTE о готовности DCE и/или канала связи. | Используется модемами для обозначения направления потока данных BA(TxD), повторяя значение CA(RTS) ASSERTED CA(RTS) и CC(DSR) — данные в линию. DEASSERTED CA(RTS) и CC(DSR) — поток управляющих команд. |
| 109                        | Data channel received line signal detector     | CF                   | Received Line Signal Detector                  | CD DCD                                 | DTE <<< DCE | Обнаружена несущая. Информирует DTE о готовности линии и/или удалённого (находящегося на другом конце линии) DCE.                                                                                   | |
| 125                        | Calling indicator                              | CE                   | Ring indicator                                 | RI                                     | DTE <<< DCE | Запрос на установку соединения. Информирует DTE о запросе на установку соединения с другого конца линии.                                                                                            | Сигнал CE конкурирует с CK, по скольку используют тот же вывод на всех стандартных разъёмах. Использование того или иного сигнала определяется спецификой и реализацией DCE. |
| 135                        | Received energy present                        | CK                   | Received Energy Present                        | RI                                     | DTE <<< DCE | Присутствует входящий сигнал. Предупреждает DTR о наличии принимаемых данных. | Сигнал CK конкурирует с CE, по скольку используют тот же вывод на всех стандартных разъёмах. Использование того или иного сигнала определяется спецификой и реализацией DCE. |
| —                          | —                                              | —                    | Protective Ground and/or Shield                | PG                                     | —           | Защитная земля и/или экран кабеля. | Линия для выравнивания потенциалов систем. В зависимости от условий эксплуатации может как иметь соединение с AB(GND) так и изолироваться от него. Может быть соединен с защитным экраном кабеля. |
| Редко используемые сигналы |                                                |                      |                                                |                                        |             | | |
| 111                        | Data signal rate selector (DTE)                | CH                   | Data signal rate selector                      | DSRS                                   | DTE >>> DCE | Сигнал выбора скорости данных. Генерируется DTE. ASSERTED — Высокая скорость. DEASSERTED — Низкая скорость.                                                                                         | Выбирается одна из двух предустановленных скоростей. Не допускается использование совместно с CI в одном подключении. |
| 112                        | Data signal rate selector (DCE)                | CI                   | Data signal rate selector                      | DSRS                                   | DTE <<< DCE | Сигнал выбора скорости данных. Генерируется DCE ASSERTED — Высокая скорость. DEASSERTED — Низкая скорость.                                                                                          | Выбирается одна из двух предустановленных скоростей. Не допускается использование совместно с CH в одном подключении. |
| 113                        | Transmitter signal element timing (DTE)        | DA                   | Transmitter Signal Element Timing (DTE source) | ETC TST out                            | DTE >>> DCE | Тактовый сигнал линии передачи. Генерируется DTE. Переход из лог. 1 к лог. 0 соответствует передаче бита на линии BA(TxD)                                                                           | Сигнал выводится DTE постоянно, пока включён DCE. (Если вообще представлен) Сигнал используется только если DCE не генерирует сигналы DB(TC),DD(RC). |
| 114                        | Transmitter signal element timing (DCE)        | DB                   | Transmitter Signal Element Timing (DCE source) | TC TST in                              | DTE <<< DCE | Тактовый сигнал линии приёма. Генерируется DCE. Переход из лог. 1 к лог. 0 соответствует передаче бита на линии BA(TxD)                                                                             | Сигнал генерируется DCE при необходимости точного контроля битрейта передаваемых DTR данных. Сигнал генерируется DCE постоянно. |
| 115                        | Receiver signal element timing (DCE)           | DD                   | Receiver signal element timing (DCE source)    | RC RST                                 | DTE <<< DCE | Тактовый сигнал линии передачи. Генерируется DCE. Переход из лог. 1 к лог. 0 соответствует передаче бита на линии BB(RxD)                                                                           | Сигнал генерируется DCE постоянно. Служит для синхронизации принимаемых DTR данных. |
| 118                        | Transmitted backward channel data              | SBA                  | Secondary transmitted data                     | STxD                                   | DTE >>> DCE | Цепь последовательной передачи данных второго/резервного канала. | Аналог BA(TxD) для второго или резервного канала. Скорость передачи в каналах может существенно отличаться. |
| 119                        | Received backward channel data                 | SBB                  | Secondary received data                        | SRxD                                   | DTE <<< DCE | Цепь последовательного приёма данных второго/резервного канала. | Аналог BB(RxD) для второго или резервного канала. Скорость передачи в каналах может существенно отличаться. |
| 120                        | Transmit backward channel line signal          | SCA                  | Secondary request to send                      | SRTS                                   | DTE >>> DCE | Запрос на передачу данных по второму/резервному каналу. | Аналог CA(RTS) для второго или резервного канала. |
| 121                        | Backward channel ready                         | SCB                  | Secondary clear to send                        | SCTS                                   | DTE <<< DCE | Разрешение на передачу данных по второму/резервному каналу. | Аналог CB(CTS) для второго или резервного канала. |
| 122                        | Backward channel received line signal detector | SCF                  | Secondary received line signal detector        | SDCD SCD                               | DTE <<< DCE | Обнаружена несущая на втором/резервном канале. | Аналог CJ(DCD) для второго или резервного канала. |
| 140                        | Loopback/Maintenance test                      | RL                   | Remote loopback                                | RL                                     | DTE >>> DCE | Петля/эхо на удалённом DCE. | При ASSERTED BL, DCE переведет удалённый DCE в режим возврата. Данные с DTE будут проходить через местный DCE, линию, отражаться на удалённом DCE, и возвращаться обратно до DTE |
| 141                        | Local loopback                                 | LL                   | Local Loopback                                 | LL                                     | DTE >>> DCE | Петля/эхо на местном DCE. | При ASSERTED LL, DCE будет перенаправлять сигналы с BA(TxD) на BB(RxD) минуя линию. |
| 142                        | Test indicator                                 | TM                   | Test mode                                      | TM                                     | DTE <<< DCE | Ражим тестирования. | TM ASSERTED, если местный DTE занят, так как удалённый DTE тестирует канал в режиме удалённой петли. |
| 108/1                      | Connect data set to line                       |                      |                                                | DTR                                    | DTE >>> DCE | Сигнал готовности DTE. Информирует DCE о том, что DTE готов к работе. | Альтернативный сигнал из спецификации V.28 |
| 110                        |                                                | CG                   | Signal quality detector                        | —                                      | DTE <<< DCE | Указатель качества сигнала | в EIA/TIA использование сигнала не рекомендуется |
| 126                        | Select transmit frequency                      | —                    | —                                              | —                                      | —           | Выбор частоты передачи | Не используется в EIA/TIA |

### Номера контактов в стандартных и общеиспользуемых разъёмах
| Стандарт ITU-T V.24/V.28 | Стандарт ITU-T V.24/V.28                       | Стандарт TIA/EIA-232 | Стандарт TIA/EIA-232                           | Неофициальное общепринятое обозначение | Направление | DB-25     | UD-26     | DE-9 ("DB9") | MMJ   | 8P8C ("RJ45") | 8P8C ("RJ45") | 8P8C ("RJ45") | 8P8C ("RJ45") | 8P8C ("RJ45")        | 10P10C ("RJ50")      | 10P10C ("RJ50") | 10P10C ("RJ50") |
| Цепь                     | Название сигнала                               | Цепь                 | Название сигнала                               | Неофициальное общепринятое обозначение | Направление | DB-25     | UD-26     | DE-9 ("DB9") | MMJ   | EIA/TIA-561   | Yost (DTE)    | Yost (DCE)    | Cyclades      | Digi (ALTPIN option) | National Instruments | Cyclades!       | Digi            |
| ------------------------ | ---------------------------------------------- | -------------------- | ---------------------------------------------- | -------------------------------------- | ----------- | --------- | --------- | ------------ | ----- | ------------- | ------------- | ------------- | ------------- | -------------------- | -------------------- | --------------- | --------------- |
| 102                      | Signal ground or common return                 | AB                   | Signal Common                                  | GND                                    | —           | 7         | 7         | 5            | 3 и 4 | 4             | 4 и 5         | 4 и 5         | 4             | 6                    | 6                    | 5               | 7               |
| 103                      | Transmitted data                               | BA                   | Transmitted Data                               | TxD TX                                 | DTE >>> DCE | 2         | 2         | 3            | 2     | 6             | 6             | 3             | 3             | 4                    | 8                    | 4               | 5               |
| 104                      | Received Data                                  | BB                   | Received Data                                  | RxD RX                                 | DTE <<< DCE | 3         | 3         | 2            | 5     | 5             | 3             | 6             | 6             | 5                    | 9                    | 7               | 6               |
| 105/ 133                 | Request to send/ Ready for receiving           | CA/ CJ               | Request to send/ Ready for receiving           | RTS                                    | DTE >>> DCE | 4         | 4         | 7            | —     | 8             | 8             | 1             | 1             | 2                    | 4                    | 2               | 3               |
| 106                      | Ready for sending                              | CB                   | Clear to send                                  | CTS                                    | DTE <<< DCE | 5         | 5         | 8            | —     | 7             | 1             | 8             | 5             | 7                    | 3                    | 6               | 8               |
| 108/2                    | Data terminal ready                            | CD                   | DTE Ready                                      | DTR                                    | DTE >>> DCE | 20        | 20        | 4            | 1     | 3             | 7             | 2             | 2             | 8                    | 7                    | 3               | 9               |
| 107                      | Data set ready                                 | CC                   | DCE Ready                                      | DSR                                    | DTE <<< DCE | 6         | 6         | 6            | 6     | 1             | 2             | —             | 8             | —                    | 5                    | 9               | 2               |
| 109                      | Data channel received line signal detector     | CF                   | Received Line Signal Detector                  | CD DCD                                 | DTE <<< DCE | 8         | 8         | 1            | —     | 2             | 2             | 7             | 7             | 1                    | 10                   | 8               | 10              |
| 125/ 135                 | Calling indicator Received energy present      | CE/ CK               | Ring indicator/ Received Energy Present        | RI                                     | DTE <<< DCE | 22        | 22        | 9            | —     | 1             | —             | —             | —             | —                    | 2                    | 10              | 1               |
| —                        | —                                              | —                    | Protective Ground and/or Shield                | PG                                     | —           | 1         | 1         | —            | —     | —             | —             | —             | —             | 3                    | —                    | 1               | 4               |
| 111                      | Data signal rate selector (DTE)                | CH                   | Data signal rate selector                      | DSRS                                   | DTE >>> DCE | 23 или 12 | 23 или 12 | —            | —     | —             | —             | —             | —             | —                    | —                    | —               | —               |
| 112                      | Data signal rate selector (DCE)                | CI                   | Data signal rate selector                      | DSRS                                   | DTE <<< DCE | 23 или 12 | 23 или 12 | —            | —     | —             | —             | —             | —             | —                    | —                    | —               | —               |
| 113                      | Transmitter signal element timing (DTE)        | DA                   | Transmitter Signal Element Timing (DTE source) | ETC TST out                            | DTE >>> DCE | 24        | 24        | —            | —     | —             | —             | —             | —             | —                    | —                    | —               | —               |
| 114                      | Transmitter signal element timing (DCE)        | DB                   | Transmitter Signal Element Timing (DCE source) | TC TST in                              | DTE <<< DCE | 15        | 15        | —            | —     | —             | —             | —             | —             | —                    | —                    | —               | —               |
| 115                      | Receiver signal element timing (DCE)           | DD                   | Receiver signal element timing (DCE source)    | RC RST                                 | DTE <<< DCE | 17        | 17        | —            | —     | —             | —             | —             | —             | —                    | —                    | —               | —               |
| 118                      | Transmitted backward channel data              | SBA                  | Secondary transmitted data                     | STxD                                   | DTE >>> DCE | 14        | 14        | —            | —     | —             | —             | —             | —             | —                    | —                    | —               | —               |
| 119                      | Received backward channel data                 | SBB                  | Secondary received data                        | SRxD                                   | DTE <<< DCE | 16        | 16        | —            | —     | —             | —             | —             | —             | —                    | —                    | —               | —               |
| 120                      | Transmit backward channel line signal          | SCA                  | Secondary request to send                      | SRTS                                   | DTE >>> DCE | 19        | 19        | —            | —     | —             | —             | —             | —             | —                    | —                    | —               | —               |
| 121                      | Backward channel ready                         | SCB                  | Secondary clear to send                        | SCTS                                   | DTE <<< DCE | 13        | 13        | —            | —     | —             | —             | —             | —             | —                    | —                    | —               | —               |
| 122                      | Backward channel received line signal detector | SCF                  | Secondary received line signal detector        | SDCD SCD                               | DTE <<< DCE | 12        | 12        | —            | —     | —             | —             | —             | —             | —                    | —                    | —               | —               |
| 140                      | Loopback/Maintenance test                      | RL                   | Remote loopback                                | RL                                     | DTE >>> DCE | 21        | 21        | —            | —     | —             | —             | —             | —             | —                    | —                    | —               | —               |
| 141                      | Local loopback                                 | LL                   | Local Loopback                                 | LL                                     | DTE >>> DCE | 18        | 18        | —            | —     | —             | —             | —             | —             | —                    | —                    | —               | —               |
| 142                      | Test indicator                                 | TM                   | Test mode                                      | TM                                     | DTE <<< DCE | 25        | 25        | —            | —     | —             | —             | —             | —             | —                    | —                    | —               | —               |
| 126                      | Select transmit frequency                      | —                    | —                                              | —                                      | —           | 11        | 11        | —            | —     | —             | —             | —             | —             | —                    | —                    | —               | —               |
| —                        | —                                              | —                    | N/A (reserved)                                 | —                                      | —           | 9         | 9         | —            | —     | —             | —             | —             | —             | —                    | —                    | —               | —               |
| —                        | —                                              | —                    | N/A (reserved)                                 | —                                      | —           | 10        | 10        | —            | —     | —             | —             | —             | —             | —                    | —                    | —               | —               |
| —                        | —                                              | —                    | N/A (reserved)                                 | —                                      | —           | —         | 26        | —            | —     | —             | —             | —             | —             | —                    | —                    | —               | —               |

1. 1 2  По стандарту на контакт 1 должен быть подключен сигнал CE(RI), однако на практике распространено подключение на этот контакт сигнала CC(DSR)
2. 1 2 3 4  Цепи CH и CI не могут быть использованы одновременно в одном подключении
3. 1 2 3 4 5 6  Если цепь SCF не используется, то цепь CI может подключаться к контакту 12

## Соединители

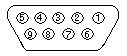
Разъем DE-9

Устройства для связи по последовательному каналу соединяются кабелями с 9- или 25-контактными разъёмами типа D-sub. Обычно они обозначаются Dx-yz, где
x — размер разъёма (например, B для 25 контактов, E для 9 контактов);
y — количество контактов (25 или 9);
z — тип контактов: вилка (Р, pin) или розетка (S, socket).

Разъем DB-25

Так, DB25P — вилка с 25 контактами, DE9P — вилка с 9 контактами, а DB25S и DE9S, соответственно — розетки с 25 и 9 контактами.
Первоначально в RS-232 использовались DB-25, но, поскольку многие приложения использовали лишь часть предусмотренных стандартом контактов, стало возможно применять для этих целей 9-штырьковые разъёмы DE-9, которые рекомендованы стандартом RS-574.
Номера основного контакта, передающего и принимающего данные, для разъёмов DE-9 и DB-25 разные: для DE-9 контакт 2 — вход приёмника, контакт 3 — выход передатчика. Для DB-25, наоборот, контакт 2 — выход передатчика, контакт 3 — вход приёмника.
С развитием техники производители телекоммуникационного оборудования стали использовать для RS-232 разнообразные соединители, например, 6P6C, 6P4C, 8P8C и др.

## Стандарт
Стандарт RS-232 был предложен в 1962 году американской Ассоциацией электронной промышленности (EIA). Стандарты EIA изначально имели префикс «RS» (англ. recommended standard, «рекомендованный стандарт»), но сейчас обозначаются просто «EIA». В 1969 году представлена третья редакция (RS-232C), в 1987 году — четвёртая (RS-232D, или EIA-232D). Самой последней является модификация «Е», принятая в июле 1991 года как стандарт EIA/TIA-232E. В данном варианте нет никаких технических изменений, которые могли бы привести к проблемам совместимости с предыдущими вариантами этого стандарта.
RS-232 идентичен стандартам ITU-T (CCITT) V.24/V.28, X.20bis/X.21bis и ISO IS2110.

## Ограничения
Скорость работы ограничена физическими параметрами скорости передачи одного байта: на 115200 бод, каждый бит длится (1/115200) = 8,7 µs. Если передаются 8-разрядные данные, это длится 8 x 8,7 µs = 69 µs, но каждый байт требует дополнительного стартового и стопового бита, поэтому необходимо 10 x 8,7 µs = 87 µs. Это означает максимальную скорость 11,5 Кбайт в секунду.
На практике в зависимости от качества применяемого кабеля требуемое расстояние передачи данных в 15 метров может не достигаться, составляя, к примеру, порядка 1,5 м на скорости 115200 бод для неэкранированного плоского или круглого кабеля. Это вызвано применением однофазных сигналов вместо дифференциальных, а также отсутствием требований по согласованию приёмника (и часто также передатчика) с линией.
Для преодоления этого ограничения, а также возможного получения гальванической развязки между узлами, преобразуют физический уровень RS-232 в другие физические уровни асинхронного интерфейса:
- «RS-232 — RS-422» (с сохранением полной программной совместимости) или «RS-232 — RS-485» (с определёнными программными ограничениями). Расстояние может быть увеличено до 1 км на скорости 9600 бод и при использовании кабеля типа «витая пара» категории 3;
- внешний преобразователь «RS232 — Токовая петля» для 9-контактного разъёма или соответствующие цепи 25-контактного разъёма в случае наличия преобразователя внутри устройств.